# Rondeletia chamaebuxifolia
Rondeletia chamaebuxifolia är en måreväxtart som beskrevs av August Heinrich Rudolf Grisebach. Rondeletia chamaebuxifolia ingår i släktet Rondeletia och familjen måreväxter. Inga underarter finns listade i Catalogue of Life.